# XIII Festival olimpico invernale della gioventù europea
Il XIII Festival olimpico invernale della gioventù europea è stato la 13ª edizione della manifestazione multisportiva organizzata dai Comitati Olimpici Europei. Si è svolto a Erzurum, in Turchia dal 12 al 17 febbraio 2017.
L'evento originariamente si sarebbe dovuto svolgere a Sarajevo e Istočno Sarajevo in Bosnia ed Erzegovina, mentre l'edizione del 2019 era già stata programmata nella città di Erzurum. Nel novembre 2015, tuttavia, le due città hanno concordato di scambiare i loro eventi, dal momento che Sarajevo non sarebbe riuscita ad essere pronta in tempo, mentre Erzurum disponeva già degli impianti sportivi realizzati per ospitare la XXV Universiade invernale del 2011.

## Discipline
Il programma prevedeva competizioni in 9 discipline:
| Disciplina            | Maschile | Femminile | Misti | Totali |
| --------------------- | -------- | --------- | ----- | ------ |
| Biathlon              | 2        | 2         | 1     | 5      |
| Curling               | 1        | 1         | 0     | 2      |
| Hockey su ghiaccio    | 1        | 0         | 0     | 1      |
| Pattinaggio di figura | 1        | 1         | 0     | 2      |
| Salto con gli sci     | 2        | 1         | 1     | 4      |
| Sci alpino            | 2        | 2         | 1     | 5      |
| Sci di fondo          | 3        | 3         | 1     | 7      |
| Short track           | 3        | 3         | 1     | 7      |
| Snowboard             | 2        | 2         | 1     | 5      |
| Totale (9 discipline) | 17       | 15        | 6     | 38     |

## Partecipanti
Hanno partecipato alla competizione 646 atleti, provenienti in rappresentanza di 34 nazioni.
- Albania (2)
- Armenia (3)
- Bielorussia (43)
- Bosnia ed Erzegovina (6)
- Bulgaria (19)
- Croazia (5)
- Cipro (2)
- Rep. Ceca (39)
- Danimarca (9)
- Estonia (19)
- Finlandia (30)
- Francia (59)
- Georgia (6)
- Gran Bretagna (16)
- Grecia (10)
- Islanda (14)
- Italia (10)
- Kosovo (5)
- Lituania (9)
- Lussemburgo (4)
- Moldavia (2)
- Montenegro (2)
- Paesi Bassi (15)
- Norvegia (8)
- Polonia (18)
- Romania (29)
- Russia (74)
- Serbia (3)
- Slovacchia (40)
- Slovenia (41)
- Spagna (4)
- Svezia (1)
- Turchia (74)
- Ucraina (25)

## Programma
Il programma della manifestazione è stato il seguente.
| OC | Cerimonia d'apertura | 1 | Finali | CC | Cerimonia di chiusura | ● | Competizione |

| Febbraio                 | 12 Dom | 13 Lun | 14 Mar | 15 Mer | 16 Gio | 17 Ven | Eventi |
| ------------------------ | ------ | ------ | ------ | ------ | ------ | ------ | ------ |
| Cerimonie                | OC     |        |        |        |        | CC     |        |
| Sci alpino               |        | 1      | 1      | 1      | 1      | 1      | 5      |
| Biathlon                 |        | ●      | 2      | 2      | ●      | 1      | 5      |
| Sci di fondo             |        | 2      | 2      |        | 2      | 1      | 7      |
| Curling                  |        | ●      | ●      | ●      | ●      | 2      | 2      |
| Pattinaggio di figura    |        | ●      |        | 2      |        |        | 2      |
| Hockey su ghiaccio       |        | ●      | ●      | ●      | ●      | 1      | 1      |
| Short track              |        |        |        | 2      | 2      | 3      | 7      |
| Salto con gli sci        |        | ●      | 2      | ●      | ●      | 2      | 4      |
| Snowboard                |        | 2      |        | 2      | 1      |        | 5      |
| Totale eventi del giorno |        | 5      | 7      | 9      | 6      | 11     | 38     |
| Totale                   |        | 5      | 12     | 21     | 27     | 38     |        |
| Febbraio                 | 12 Dom | 13 Lun | 14 Mar | 15 Mer | 16 Gio | 17 Ven | Eventi |

## Medagliere
| Pos.   | Paese         | Oro | Argento | Bronzo | Totale |
| ------ | ------------- | --- | ------- | ------ | ------ |
| 1.     | Russia        | 19  | 9       | 11     | 39     |
| 2.     | Francia       | 7   | 8       | 6      | 21     |
| 3.     | Slovenia      | 5   | 2       | 3      | 10     |
| 4.     | Italia        | 2   | 1       | 6      | 9      |
| 5.     | Finlandia     | 1   | 5       | 4      | 10     |
| 6.     | Polonia       | 1   | 1       | 2      | 4      |
| 7.     | Rep. Ceca     | 1   | 1       | 1      | 3      |
| 8.     | Lussemburgo   | 1   | 1       | 0      | 2      |
| 9.     | Lituania      | 1   | 0       | 0      | 1      |
| 10.    | Ucraina       | 0   | 3       | 0      | 3      |
| 11.    | Paesi Bassi   | 0   | 2       | 1      | 3      |
| 11.    | Turchia       | 0   | 2       | 1      | 3      |
| 13.    | Bielorussia   | 0   | 1       | 0      | 1      |
| 13.    | Croazia       | 0   | 1       | 0      | 1      |
| 13.    | Estonia       | 0   | 1       | 0      | 3      |
| 16.    | Georgia       | 0   | 0       | 1      | 1      |
| 16.    | Slovacchia    | 0   | 0       | 1      | 1      |
| 16.    | Gran Bretagna | 0   | 0       | 1      | 1      |
| Totale | Totale        | 38  | 38      | 38     | 114    |